# Nectarinia
Nectarinia é um género de ave da família Nectariniidae.
A taxonomia de Sibley-Ahlquist considera o género Nectarinia de forma alargada, incorporando espécies classificadas noutros géneros de nectariniídeos segundo sistemas mais recentes.

## Espécies
Entre parênteses a negrito encontra-se o género alternativo:
- Nectarinia
  - Nectarinia tacazze
  - Nectarinia purpureiventris
  - Beija-flor-de-bocage, Nectarinia bocagii
  - Beija-flor-bronzeado, Nectarinia kilimensis
  - Nectarinia reichenowi
  - Nectarinia famosa
  - Nectarinia johnstoni
  - Nectarinia seimundi

- (Anthobaphes)
  - Nectarinia violacea

- (Leptocoma) – Sul da Ásia e Insulíndia
  - Nectarinia sperata
  - Nectarinia aspasia
  - Nectarinia calcostetha

- (Anabathmis) - Espécies africanas, duas delas endémicas de São Tomé e Príncipe
  - Beija-flor-de-reichenbach, Nectarinia reichenbachii
  - Nectarinia hartlaubii
  - Nectarinia newtonii

- (Chalcomitra)
  - Nectarinia adelberti
  - Nectarinia fuliginosa
  - Beija-flor-de-garganta-verde-africano, Nectarinia rubescens
  - Beija-flor-preto, Nectarinia amethystina
  - Beija-flor-de-peito-escarlate, Nectarinia senegalensis
  - Nectarinia balfouri
  - Nectarinia hunteri

- (Cyanomitra) - Espécies africanas
  - Nectarinia verticalis
  - Beija-flor-castanho-de-garganta-azul, Nectarinia cyanolaema
  - Nectarinia alinae
  - Nectarinia oritis
  - Beija-flor-de-bannerman, Nectarinia bannermani
  - Beija-flor-oliváceo, Nectarinia olivacea
  - Beija-flor-cinzento, Nectarinia veroxii

- (Cinnyris)
  - Beija-flor-de-bates, Nectarinia batesi
  - Beija-flor-de-barriga-verde-africano, Nectarinia chloropygia
  - Beija-flor-do-miombo, Nectarinia manoensis
  - Nectarinia minulla
  - Nectarinia thomensis
  - Nectarinia dussumieri
  - Nectarinia zeylonica
  - Nectarinia minima
  - Nectarinia jugularis
  - Nectarinia buettikoferi
  - Nectarinia solaris
  - Nectarinia sovimanga
  - Nectarinia humbloti
  - Nectarinia comorensis
  - Nectarinia coquerellii
  - Beija-flor-de-barriga-amarela, Nectarinia venusta
  - Nectarinia ursulae
  - Beija-flor-de-barriga-branca, Nectarinia talatala
  - Nectarinia oustaleti
  - Beija-flor-de-tufos-laranjas, Nectarinia bouvieri
  - Nectarinia osea
  - Nectarinia asiatica
  - Nectarinia habessinica
  - Nectarinia lotenia
  - Beija-flor-de-banda-fina, Nectarinia chalybea
  - Nectarinia ludovicensis
  - Nectarinia prigoginei
  - Nectarinia stuhlmanni
  - Nectarinia preussi
  - Beija-flor-de-banda-larga, Nectarinia afra
  - Nectarinia mediocris
  - Beija-flor-de-neergaard, Nectarinia neergaardi
  - Nectarinia regia
  - Nectarinia loveridgei
  - Nectarinia moreaui
  - Nectarinia rockefelleri
  - Beija-flor-cobreado, Nectarinia cuprea
  - Beija-flor-sombrio, Nectarinia fusca
  - Nectarinia rufipennis
  - Beija-flor-de-shelley, Nectarinia shelleyi
  - Nectarinia erythrocerca
  - Nectarinia congensis
  - Beija-flor-de-marico, Nectarinia mariquensis
  - Beija-flor-de-peito-roxo, Nectarinia bifasciata
  - Nectarinia pembae
  - Nectarinia notata
  - Beija-flor-esplêndido, Nectarinia coccinigaster
  - Nectarinia johannae
  - Nectarinia superba
  - Nectarinia pulchella
  - Nectarinia nectarinioides